# Mount Dandenong (del av en befolkad plats)
Mount Dandenong är en del av en befolkad plats i Australien. Den ligger i kommunen Yarra Ranges och delstaten Victoria, omkring 35 kilometer öster om delstatshuvudstaden Melbourne. Antalet invånare är 1 276.
Runt Mount Dandenong är det ganska tätbefolkat, med 222 invånare per kvadratkilometer.. Närmaste större samhälle är Rowville, omkring 16 kilometer sydväst om Mount Dandenong.
I omgivningarna runt Mount Dandenong växer i huvudsak städsegrön lövskog. Genomsnittlig årsnederbörd är 1 244 millimeter. Den regnigaste månaden är juli, med i genomsnitt 140 mm nederbörd, och den torraste är januari, med 49 mm nederbörd.